# SWMRS
SWMRS (раніше «Emily's Army») — американський поп-панк гурт, створений у 2004 році в місті Окленд, штат Каліфорнія. До гурту входять: Коул Беккер, Макс Беккер, Джоуві Армстронг та Себ Мюллер. Від часу заснування гурт випустив 3 студійні альбоми, 5 міні-альбоми та більш як 10 синглів. Музика гурту є поєднанням панк-року, поп-панку, серф-року та поп-року.

## Історія

### Ранні роки (2004—2009)
Гурт, створений у 2004 році в місті Окленд, штат Каліфорнія гітаристом Коулом Беккером і ударником Джоуві Армстронгом, після перегляду фільму Школа року з Джеком Блеком. Згодом в якості басиста і вокаліста до них приєднався Макс Беккер. Початково гурт називався The Raining Souls, проте назва не прижилась, тому її швидко замінили на The Clocks. Зрозумівши, що колективів з такою ж назвою існує досить багато, хлопці знову змінили назву. Тепер вони стали називатись Emily's Army, на честь хворої муковісцидозом двоюрідної сестри Коула і Макса — Емілі. Ціллю створення гурту було збір коштів для вивчення муковісцидозу. Emily's Army стали наймолодшим на той момент гуртом, що виступав у 924 Gilman Street. В 2008 році на своїй сторінці в MySpace гурт виклав перші демо записи, під загальною назвою This Kid. І хоча This Kid не є повноцінним студійним альбомом, деякі пісні звідти були використані в подальшій кар'єрі Emily's Army. Так, наприклад, пісня «Burn Apollo» була перезаписана і включена в дебютний альбом «Don't Be a Dick», а пісні «Queens» та «I Need to Be Fixed» виконувались під час концертів у 2012 році.

### Don't Be a Dick (2009—2013)
В 2009 році до гурту приєднався гітарист Тревіс Ньюмен. В такому складі Emily's Army записали декілька міні-альбомів: Goody Two Shoes, Broadcast This і Regan MacNeil. Весь 2010 рік гурт провів, виступаючи на різних фестивалях в Каліфорнії, репетируючи і записуючи свій перший студійний альбом під керівництвом Біллі Джо Армстронга, який вперше виступив в якості продюсера.
14 червня 2011 року під лейблом Adeline Records виходить перший повноцінний альбом Emily's Army під назвою Don't Be a Dick. Помітний вплив на стиль і звучання пісень здійснила панк музика, зокрема рання творчість Green Day. Гурт вирушив у тур в підтримку альбому, відвідавши Західне і Східне узбережжя США, а також виступили разом з іншими колективами на Warped Tour в кінці 2012 року.

### Lost at Seventeen (2013—2014)
Продовжуючи працювати з Біллі Джо Армстронгом в якості продюсера, гурт готується до запису другого альбому. Lost at Seventeen був виданий 11 червня 2013 року спільними зусиллями лейблів Adeline Records та Rise Records. Другий альбом став більш тривалим, а тексти «дорослішими» та різноманітнішими. В музичному плані Emily's Army також зробили крок уперед, хоча і відійшли від звичних канонів поп-панку в сторону поп-року. Основними треками в альбомі стали «Part Time Bum», «Gübermensch», «The Rescuers», «Lost at 17» і кавер-версія на пісню гурту Fast Cars «The Kids Just Wanna Dance». Окрім цього зняті кліпи на пісні «War», «The Rescuers» і «Gübermensch». Після виходу Lost at Seventeen гурт знову вирушив у тур, взяв участь в Vans Warped Tour, а також вперше відвідав Велику Британію.

### SWIM, вихід Ньюмена і зміна назви (2014—2015)
30 липня 2014 року Emily's Army випустили кліп на пісню «Aliens Landing», одночасно анонсувавши новий міні-альбом під назвою SWIM, що складався з чотирьох пісень («Aliens Landing», «High Waisted Shorts», «Ammonia And Bleach», «You Bit Me»), кожна з яких в результаті отримала власний кліп. SWIM ознаменував собою перехід гурту з панк музики на більш вузьконаправлений серф-рок. Однак, ідея зміни стилю не сподобалась гітаристу гурту — Тревісу Ньюмену, який покинув колектив зразу ж після виходу EP. Новим гітаристом став Макс Беккер, який до того грав на бас-гітарі. Своєю чергою бас-гітаристом став близький друг гурту — Себ Мюллер, який виконував партію саксофона для пісні «Digital Drugs» в альбомі Lost at Seventeen.
Продовжуючи брати участь в турах і невеликих шоу разом з такими гуртами, як Matt Grocott & The Shrives і Wasters, Emily's Army виступали під банальною назвою «Swimmers». В результаті, ім'я прижилося і вже у вересні 2014 року було офіційно змінено. Першою виданою піснею Swimmers стала кавер-версія пісні «Dancing on My Own» шведської співачки Робін в жовтні 2014 року.
Наступним кроком став анонс нового міні-альбому Palm Trees/Silver Bullet, запланованого на 30 березня 2015 року. Однак, запис був призупинений, а потім і зовсім скасований у зв'язку з тимчасовим виходом Себа з гурту заради навчання в коледжі (на виступах його заміняв брат Джоуві Армстронга — Джейкоб). 28 березня, на фестивалі Burgerama Мюллер повернувся до складу гурту.

### Drive North (2015-дотепер)
22 липня 2015 року Swimmers анонсували вересневий тур спільно з гуртами Wavves і Twin Peaks. Також було оголошено про запис нового альбому, видання якого повинно було відбутись в березні 2016 року. Пізніше на сайт Soundcloud були завантажені 4 пісні: «Stink Eye» (пісня була видана під ніком Frankenshark — раннім сайдпроєктом гурту), «Goodbye, Mrs. Hemingway», «LIKE HARRY DEAR STANTON» і «Song of me and U». 8 вересня 2015 року на незалежному лейблі Uncool Records виходить міні-альбом під назвою Miley/Uncool. Назва гурту в черговий раз зазнала змін — «Swimmers» було скорочено до SWMRS. 6 листопада гурт випустив сингл «Figuring It Out», а невдовзі, 10 листопада, офіційно анонсували свій перший (в якості SWMRS) студійний альбом під назвою Drive North. Новим продюсером став вокаліст гурту FIDLAR — Зак Карпер. Останній п'ятий сингл з альбому був виданий 29 січня 2016 року. Сам альбом вийшов 12 лютого.
13 жовтня 2016 року на BBC1 Radio було оголошено, що SWMRS підписали контракт з поп-панк лейблом Fueled By Ramen. Окрім цього, були видані 2 пісні: Lose It і Palm Trees. Ці дві пісні були включені в перевиданий Drive north.

## Склад гурту

### Теперішній склад гурту
- Коул Беккер — вокал і бек-вокал, ритм-гітара (2009–дотепер); клавішні, синтезатор (2015–дотепер); соло-гітара (2004—2009)
- Макс Беккер — вокал і бек-вокал, соло-гітара (2014–дотепер); бас-гітара (2004—2014)
- Джоуві Армстронг — ударні, перкусія, бек-вокал (2004–дотепер)
- Себ Мюллер — саксофон (2013—2014); бас-гітара, бек-вокал (2014–дотепер)

### Колишні учасники
- Тревіс Ньюмен — соло-гітара, бек-вокал (2009—2014)

### Тимчасові учасники (турне)
- Джейкоб Армстронг — бас-гітара, бек-вокал (2015)

### Схема
Не вдається зібрати вхід EasyTimeline:

Timeline generation failed: 8 errors found

Line 6: TimeAxis = orientation: horizontal format: yyyy

- TimeAxis definition incomplete. No value specified for attribute 'orientation'.

Line 7: Legend = orientation: vertical position: bottom columns:3

- TimeAxis definition incomplete. No value specified for attribute 'horizontal'.

Line 8: ScaleMajor = increment:2 start:2005

- TimeAxis definition incomplete. No value specified for attribute 'format'.

Line 9: ScaleMinor = increment:1 start:2004

- TimeAxis definition incomplete. No value specified for attribute 'yyyy'.

Line 21: BackgroundColors = bars: bars

- BackgroundColors definition incomplete. No value specified for attribute 'bars'.

Line 22: LineData =

- BackgroundColors definition incomplete. No value specified for attribute 'bars'.

Line 23:  layer:back

- New command expected instead of data line (= line starting with spaces). Data line(s) ignored.

```
 

```

Line 37: PlotData=

- PlotData invalid. No (valid) command 'TimeAxis' specified in previous lines.

## Дискографія

### Студійні альбоми
- Don't Be a Dick (2011)
- Lost at Seventeen (2013)
- Drive North (2016)
- Berkeley's On Fire (2019)

### Міні-альбоми (EP)
- Goody Two Shoes (2009)
- Broadcast This (2010)
- Regan MacNeil (2010)
- Swim (2014)

### Сингли
- «Broadcast This»
- «Regan Macneil»
- «Silver Bullet»
- «Harry Dean»
- «Miley»
- «Figuring it Out»
- «Drive North»
- «Miley/Uncool» (2015)

### Демо
- This Kid. (2008)
- I Need To Be Fixed (2008)
- Good Looks (2012)
- Ready Aim Fire (2013)
- Alien's Landing (2014)
- Miss Your Kiss (2014)
- Sasha (2014)
- Anxiety (2014)